# Sérgio Frusoni
Sérgio Frusoni, né le 10 août 1901 à Mindelo sur l'île de São Vicente et mort le 29 mai 1975 à Lisbonne, est un poète cap-verdien, issu d'une famille d'origine italienne.
Il traduisit notamment l'évangile en créole saint-vincentin : Vangêle contod d'nôs môda (L'Évangile raconté à la mode de chez nous).

## Œuvres

### Chroniques en crioulo
- Mosaico Mindelense ("Mosaïque mindelais")

### Histoires in crioulo
- Contrabónde en Miscelânea luso-africana
- Na Tribunal
- Dum Bóca pa ôte
- Mute convérsa pa nada

### Poésies en créole
- Contrabónde
- Pracinha
- Era um vêz um coquêr
- Presentaçôm [2]
- Pa diante ê qu’ê camin
- Flôr de Béla Sómbra
- Fonte de nha Sôdade, Lembróme
- Mnine d' Sanvicente
- Programa para meninos
- Marí Matchim
- Diante de mar de Sanvicente
- Sanvcênte já cabá na nada
- Sê Brinque
- Carta d'Angola
- Nha Chica
- Temp’ d’ Caniquinha (Um vêz Sanvcênt era sábe),

### Poésies en portugais
- In Mortis
- À Sogra
- Na Hora X
- A Marmita